# Adam Gnezda Čerin
Adam Gnezda Čerin (ur. 16 lipca 1999 w Postojnie) – słoweński piłkarz grający na pozycji pomocnika w greckim klubie Panathinaikos AO oraz reprezentacji Słowenii. Uczestnik Mistrzostw Europy 2024.